# Morti nel 1152
| Questa pagina contiene informazioni ricavate automaticamente dalle voci biografiche con l'ausilio del template Bio e di un bot. L'aggiornamento è periodico e automatico e ricostruisce completamente la pagina. Se manca una persona in questa lista, sei pregato di non aggiungerla, ma accertati piuttosto che la sua voce biografica contenga il template Bio e che i dati anagrafici siano correttamente compilati. Se il template Bio manca, inseriscilo tu stesso o, in alternativa, metti l'avviso {{tmp\|Bio}} che ne segnala la mancanza. Se i dati riportati sono sbagliati, correggi direttamente la voce biografica; le modifiche saranno visibili in questa lista entro pochi giorni. Per chiarimenti vedi il progetto biografie. La lista contiene solo le 17 persone che sono citate nell'enciclopedia e per le quali è stato implementato correttamente il template Bio. Pagina aggiornata al 13 gen 2025. |

- 8 gennaio - Corrado I di Zähringen, nobile tedesco (n. 1090)
- 10 gennaio - Tebaldo II di Champagne, conte
- 29 gennaio - Ermanno II di Winzenburg, nobile tedesco
- 15 febbraio - Corrado III di Svevia, duca tedesco (n. 1093)
- 3 maggio - Matilde di Boulogne, contessa
- 12 giugno - Enrico di Scozia, nobile scozzese (n. 1114)
- 13 ottobre - Chelidonia, religiosa italiana
- 14 ottobre - Raul I di Vermandois, nobile franco (n. 1085)
- Adelardo di Bath, filosofo, matematico e astrologo britannico (n. 1080)
- Adelelmo di Le Mans, monaco cristiano francese
- Liutgarda di Salzwedel, nobile tedesca (n. 1110)
- Alberone di Montreuil, arcivescovo cattolico tedesco (n. 1080)
- Nicola IV Muzalone, arcivescovo ortodosso bizantino (n. 1070)
- Raimondo di Toledo, arcivescovo cattolico francese
- Raimondo II di Tripoli, conte
- Roberto di Selby
- Viṣṇuvardhana, sovrano indiano (n. 1108)